# 实体搜索引擎
實體搜尋引擎（Physical search engine）或者稱為線下搜尋引擎（Off-line search engine），也稱為物聯網搜尋引擎（IoT search engine），實體搜索是一種對應線下實體資訊的檢索系統，也是應用全球資訊網進行搜尋的機制，
搜尋結果類似网络搜索引擎，以條列方式展示結果，亦稱為搜索結果頁 (Search engine results page，SERP) ，實體搜尋引擎以搜尋者指定的方位為中心顯示結果，將其搜索得到的資訊做距離排序，排序距離的規則由近到遠，若資訊是同一距離時，則會加入SEO與服務狀態等因素做排序，這一點不同於网络搜索引擎僅以SEO排序，其顯示的資訊的連結同樣可以連結至網頁、影片、或其他開放的服務資訊。搜尋引擎的搜索資料技術，使用自動化資訊彙整方式達成，一般做法以網路爬蟲 (web crawler)運行演算法得出資訊。實體搜尋引擎對應實體世界實現各類資訊的搜索入口，搜尋機制與互聯網搜尋引擎相似，各類線下服務只需提供Web頁面，不需要額外製作線下搜尋App (例如 Uber、 Lyft、Foodpanda, ...等Apps); 實體世界的服務與資訊搜索, 不論是定點的資訊, 或是移動的資訊，經由關鍵字搜索便可達到實時搜尋的目的。

## 發展歷史
1990年Montreal大學學生發明了Archie，這是追溯網路搜尋的最早發展概念，當時全球資訊網還沒有出現，他們整理了FTP站點上所有檔的目錄列表，創建了一個可對檔案名稱進行搜索的資料庫，因此Archie被稱為搜尋引擎的始祖。
1993年Matthew Gray開發了Wanderer，Wanderer的技術是第一個Spider Robot，並在Web上搜索索引頁面目錄的技術，而後Jonathon Fletcher創建了JumpStation系統，它是世界上第一個具備 抓取、索引和搜索集於一體的搜尋引擎，接著搜尋引擎的另一個重大發展為網路爬蟲（WebCrawler），1994年搜尋引擎開始導入網站全文索引概念，它支援用戶搜索任一網頁中的任一個搜索詞，而不是僅對網頁標題進行索引。
1994年，Carnegie Mellon 大學Michael Mauldin博士成立Lycos，開發以頁面網址追蹤的Robot技術，Infoseek也是同時期的一個重要代表，他們是搜尋引擎史上一個重要的進步。接著, Netherlands軟體工程師 Martijin Koster, 提出Robots Exclusion Standard的 R E S概念，通過 robots.txt 抓取網址頁面，網路資訊自動化搜索自此得到完整的發展架構。
1995年12月AltaVista推出自然語言搜尋的搜尋引擎，具備了基於網頁內容分析，智慧型處理的能力，第一個實現高級搜尋語法（例如:AND、OR、NOT等）。同時期還有inktomi、HotBot等搜尋引擎的競爭者。
1996年Larry Page和Sergey Brin，為瞭解決搜尋結果的客觀排序問題，建立一個大量連結的資料庫，藉以找出每個網頁的連結會通向什麼網站, 因而決定網站以連結數量排名的「PageRank」機制。1998年10月，Google誕生，它成為了目前世界上最流行的搜尋引擎。
1999年Auto-ID公司Kevin Ashton應用物品編碼RFID技術，最早提出了「物聯網」的概念，而後在2005年國際電信聯盟(ITU)發佈的報告中，將物聯網的覆蓋範圍延伸拓展，目標在實現人類社會與物理系統的整合，物聯網與物理系統開始有了對應概念。
2004年Glasgow大學提出最早的實體搜尋引擎技術概念, 開發開源搜索引擎技術Terrier，利用RFID以及聯網裝置對應實體方位的做法, 實現實體物件的搜尋方法, 並期望在2014年實現實體世界的搜尋應用, 但最終此構想沒有如期完成。Snoogle以及St. Joseph Engineering College, 也有類似的架構提出實體搜尋引擎技術。
2005年2月在Google部落格上首次公佈Google地圖，它實現了雲端資訊對應線下實體資訊的搜索的系統。Google地圖的服務資訊沒有應用網路爬蟲進行雲端資訊整合，其資訊來源為Open data，以及用戶自行上架的資料，它雖然不是典型的搜尋引擎，但其應用則開啟線下資訊搜尋的開端。Google地圖目前在全球多國開通了「街景」（Street View）服務，使用者可以通過由Google金龜車在街道上拍到的影像檢視街景。2011年10月7日，Google地圖新增了3D鳥瞰功能。
2008年Apple發展並建立AppStore服務機制，行動服務市場的開始爆發，智慧型手機以App做為核心的應用，引爆了移動「互聯網」概念，並開啟了「物聯網」時代，服務型態開始著重在用戶與實體資訊關係，早期的車隊的管理架構，應用App開始走向開放服務市場，發展至今線下普遍以App做為線下搜尋應用例如，Uber、Lyft、Foodpanda等。
2011年7月浙江大學提出以URL結合定點方位, 對應實體物件的Web資訊, 實現實體搜尋引擎方法與架構, 以及2011年12月InTimeGo提出Web資訊結合定點與移動方位的方法,開啟物聯網(IoT)與 Web 融合的概念，這個使用情境稱之為 Web of Things （WoT）。Web世界的URL可以說是鏈接的基礎，每個物件都可利用特定URL來對應其特有資訊與方位，WoT 概念之所以重要，在於開始有了 Web 實體化的應用概念, 過去 Web 只是物品雲端上的資訊，WoT 讓Web資訊開始對應到真正的實體方位。2016年Google應用此概念, 發表類似iBeacon讀取近端實體資訊的方法, 命名為「The Physical Web」計畫, Google對於「The Physical Web」發展構想, 希望進而實現近端實體搜尋的機制。
2011年10月武漢大學首先發表實體搜索爬蟲和資訊抽取研究方法，開啟了自動化資訊彙整的實體搜尋引擎創新思維, 但網路爬蟲彙整的實體資訊，除了實體位置還包含各類服務的狀態資訊, 如何制定涵蓋廣泛的服務應用規範與定義, 最終為實體搜尋引擎的資訊整合能力的指標, 對此微軟公司以及中國大陸的電子科技大學、東南大學等, 也陸續提出相關的應用規範與定義。
2014年11月Amazon Alexa與Amazon智慧型喇叭Echo一同發布。其概念源自於Apple的語音應用, 藉由Siri語音呼求，為實現線下服務搜尋整合入口，並達到物聯網裝置互聯的機制，Amazon Alexa提供一種與App應用服務串接的方法，名為 Alexa Skills Kit (ASK) 的開發包，它是一種開放式的串接介面，實際上是把物聯網相關業者的服務彙整在一起，利用語音呼求的方式，達成在地化的服務搜尋機制，不過這樣的服務串接方案所費不貲，Amazon推出1億美元的Alexa Fund，以鼓勵開發者參與Alexa語音技能的開發，Amazon從創新性、消費者關聯度、與 ASK 的關聯度等角度衡量開發者專案，一旦通過就會提供一筆資金回饋業者。Amazon Alexa雖然並非典型的搜索引擎，但對於線下移動服務搜尋方式，則為第一個實現線下服務搜尋整合入口的架構，其後Google、Microsoft、百度、阿里巴巴、騰訊、京東等後進者，也紛紛推出類似架構的線下服務搜尋整合入口。
2017年9月創新工場李開復首先發表了一個新的商業模式： OMO（Online-Merge-Offline）線上線下虛實融合模式，OMO 是O2O營銷模式的巨大演進，且預測在10年內完成線上線下一體化，汽車、商店、商場、診所和學校等現實世界的場景和行為即時資料化，自此，資料世界和實體世界將完全整合，線上線下的界限消失，將讓互聯網對實體行業的滲透率提升至100%。李開復認為，未來OMO的新商業浪潮將推動，未來發展線上線下融合的新零售、實體世界的資料化以及實體搜尋等領域，再加上AI技術的輔助，將會締造巨大的藍海商機與願景。OMO驅動潮流之下, 互聯網下一個焦點將朝向新零售服務、線下服務搜尋以及線下大數據發展，也為實體搜尋入口的發展鋪陳一個全新願景。
2019年8月大千搜尋提出定點或移動位置數據的整合規範，發布首個自動化資訊彙整的實體搜尋引擎，其構想的方法源於大千搜尋創辦人黃柏堯，首先定義「互聯網」與「物聯網」服務模型之差異，以釐清「互聯網」與「物聯網」相互之間的混淆概念，應用其「物聯網服務模型」整合實體各類服務資訊與方位，延伸雲端搜尋引擎的技術運作機制，以Web資訊結合Location成為Location Web，實現服務資訊的OMO (Online-Merge-Offline)虛實融合效益，並藉由網路爬蟲自動彙整線下的人/車/物資訊，成就一站式的線下資訊搜尋入口。
2019年10月Gabriel Rene提出“The Spatial Web”概念，Spatial Web是一種場域空間虛實融合的技術，每個場域空間可以獨立建構應用，如果要構成實體世界的連續性視角，將面臨不同場域空間的銜接問題，不過基於Web3.0驅動Spatial Web開放系統, 可以為未來場景統合與銜接的發展鋪路。對於實體搜尋引擎應用發展而言，應用Location Web概念，可以解決不同應用服務領域資訊統合問題，而Spatial Web可以將Location Web的資訊呈現方式, 擴展成為對應三維空間的形相與方位。
2020年物聯網領域知名顧問公司SRI Consulting描繪之物聯網技術路線，綜合物聯網發展的型態與目標, 歸納物聯網依據時間軸發展, 可分為四個階段分別為：供應鏈輔助、垂直市場應用、無所不在的定址（Ubiquitous positioning），最後可以達到「The Physical Web」，意即讓物聯網上的每一個智慧型裝置都以URL來標示，呼應實體世界的每個物件都可利用特定URL來對應其特有資訊與方位，據此發展趨勢，實體搜尋引擎將更易於獲取實體資訊。

## 技術與服務差異

### 搜尋引擎之服務功能差異
實體搜尋引擎承襲了網路搜尋引擎的主要技術架構, 但為了區別搜尋引擎服務功能的世代差異, 以下將之分別稱為「互聯網」搜尋引擎與「物聯網」搜尋引擎。 「互聯網」與「物聯網」的差異在於，互聯網僅將資訊引導至線上，物聯網則是將資訊達成線下線上融合，物聯網其實就是線下線上虛實融合的發展趨勢, 這也相應於創新工場李開復先生所提的OMO (Online-Merge-Offline)服務模式  。物聯網與實體世界服務型態其實完全一致, 物聯網的發展目標, 則是在線上創造一個對應線下實體的世界, 目的在解決人類因地域的資訊限制, 可以藉由線下實體搜尋與大數據服務, 提升周遭資訊的服務效能, 藉以創造更加「直接」「即時」「便利」的生活方式。

### 實體搜尋引擎具備之特點
線下線上虛實融合的搜尋應用, 目前有了Google 地圖, 為何還是需要發展物聯網搜尋引擎呢? 其實這個癥結在於Google地圖並非搜尋引擎,  最終發展的潛力將不及搜尋引擎 ,  如同2000年以前Yellow Page與搜尋引擎的競爭, 最終Yellow Page資料總量不敵搜尋引擎的量級而退場。搜尋引擎可以創造資料總量的優勢,  至少需具備以下三個特點:
- 搜尋引擎資料來自不同的系統: 資料來自不同的系統,  也就是來自不同的伺服器,  如此可以跨應用跨服務整合,   也進而達成搜尋線下萬物的搜尋入口 ,  屆時也不需要額外製作線下搜尋App, 例如 Uber, Foodpanda這類App, 可以直接經由物聯網搜尋引擎, 便可搜尋線下所有服務。
- Spider Robot資訊收集機制: 創建Robot機制的目的在於,  自動匯集全球資訊 ,比起資料來源於自家建立,  或者自家會員提案,  擁有更為巨大的量級潛力。
- 優異準確率的搜尋能力: 搜尋產出的結果關聯於Ranking演算技術, 「互聯網」與「物聯網」有其差異, 所以相互間無法直接套用, 「物聯網」需要考量服務距離, 服務狀態等因素, 加入索引與排序的演算機制, 需要重新優化之後, 才能實現滿意的搜尋結果。

而Google 地圖搜尋方式, 依據標題與分類的關鍵字等因素得出結果, 搜尋演算尚屬直覺簡單, 估計仍在發展階段,  然而最關鍵的因素在於, Google 地圖沒有符合前兩個特點的任一項 , 如同Yellow Page搜尋機制, 最終將成為物聯網時代的過渡性搜尋應用。

### Web發展的必要性
綜觀現階段線下實體搜尋方式，普遍以App做為線下搜尋應用 (例如，Uber、Foodpanda等) ，事實上App應用架構難以實現跨應用跨服務的整合入口。行動裝置發展初期，因為硬體效能不足的因素，App相比於Web擁有較佳的效能表現,所以PC或行動裝置發展初期, 都是優先發展App應用, 回顧PC的發展史，一開始便先發展App應用, 然後慢慢過渡到Web應用，例如過往在PC玩遊戲, 或查閱字典, 過往都需要安裝App，現在的PC已甚少安裝App的面向來看，行動裝置應不難推測將歷經相同的發展過程。目前主流App設計採用的是資料串接方式，實際上這是一種封閉架構，難以如同開放性的Web具備跨應用跨服務的資訊整合特性，加之用戶端實際上安裝App數目有限，大部分Apps在用戶端沒有市場，根據Adjust近年App應用的統計數據得知，前十排名的App便佔據八成五以上流量，並且高達九成以上的僵屍App ，這已形成非常嚴重的軟體資源浪費，App應用架構若沒有相應方案改善, 不僅不利於發展資訊共用的任何服務，也不利於發展跨應用的線下服務整合入口，故驅使W3C (World Wide Web Consortium)開始著眼定義物聯網 (Internet of Things)前瞻的應用規範，以Web 或Web of Things  （WoT）方式推動線下服務應用。